# ماری آنتوانت
ماری آنتوانت (فرانسوی: Marie Antoinette‎؛ ۲ نوامبر ۱۷۵۵ – ۱۶ اکتبر ۱۷۹۳) واپسین ملکهٔ فرانسه پیش از انقلاب فرانسه بود. او در یکی از آرشیدوک‌نشین‌های اتریش به دنیا آمد. او فرزند یکی مانده به آخر و جوان‌ترین دختر امپراتریس ماریا ترزا و امپراتور فرانتس یکم و خواهر یوزف دوم بود. او در مهٔ ۱۷۷۰ در ۱۴ سالگی پس از ازدواج با وارث بلافصل تاج‌وتخت فرانسه یعنی لوئی آگوست، همسر ولیعهدِ فرانسه شد. در ۱۰ مهٔ ۱۷۷۴، شوهرش به‌عنوان لوئی شانزدهم بر تخت پادشاهی نشست و او ملکه شد.
به‌عنوان ملکه، ماری آنتوانت به مرور زمان در میان مردم نامحبوب شد: مخالفان سلطنت او را به ولخرجی، بی بند و باری، و داشتن فرزندان نامشروع و طرفداری از رقبای فرانسه شامل زادگاهش اتریش متهم می‌کردند. او به دروغ در ماجرای گردنبند الماس متهم شد و این اتهامات به اعتبار او لطمه زد. در طول انقلاب فرانسه، مردم بحران‌های مالی کشور را به خاطرِ ولخرجی‌های هنگفت او و مخالفتش با اصلاحات اجتماعی و مالی (که از سوی آن روبر ژاک تورگو و ژاک نکر مطرح شده بود) می‌دانستند. دیپلماسی ضعیف فرانسه اینطور جلوه می‌داد که سیاست خارجی کشور توسط ماری آنتوانت با هدف تأمین منافع اتریش تنظیم شده است. ادعا می‌شد ماری آنتوانت با دزدی از خزانه و از نابودی روحیه میهن‌پرستی، فرانسه را تضعیف کرده و این امر به وجههٔ نظام کهن آسیب زد. بنابراین، بحران مالی که پشت شکست‌های سیاست خارجی فرانسه بود، نارضایتی عمومی را تشدید کرد تا سرانجام مردم در سال ۱۷۸۹ خواستار تغییرات ریشه‌ای و رادیکال در امور داخلی کشور شوند.
پس از اینکه دولت در اکتبر ۱۷۸۹ خانوادهٔ سلطنتی را در باغ تویلری در حبس خانگی قرار داد، چند رخداد در طول انقلاب به ماری آنتوانت وابسته بود. تلاش برای رفتن به ورنس و نقش او در جنگ ائتلاف نخست به وجههٔ او در میان شهروندان فرانسوی آسیب رساند. پس از شورش ۱۰ اوت ۱۷۹۲، خانوادهٔ سلطنتی زندانی شدند. در ۲۱ سپتامبر ۱۷۹۲، سلطنت منحل شد. لوئی شانزدهم در ۲۱ ژانویه ۱۷۹۳ با گیوتین اعدام شد. محاکمه ماری آنتوانت در ۱۴ اکتبر ۱۷۹۳ آغاز شد. او دو روز بعد توسط دادگاه انقلابی به خیانت علیه حکومت محکوم شد و همچنین با گیوتین در میدان انقلاب اعدام شد.

## تولد و ازدواج
وی در سال ۱۷۵۵ در کاخ مشهور هفبورگ شهر وین در آرشیدوک‌نشین اتریش امپراتوری مقدس روم متولد شد. ماری آنتوانت، دختر فرانتس یکم امپراتور مقدس روم و ماریا ترزا فرمانروای اتریش بود و در سال ۱۷۷۰ میلادی به همسری دوفن فرانسه، لوئی درآمد. چهار سال پس از آن، لوئی با عنوان لوئی شانزدهم به پادشاهی فرانسه رسید و ماری آنتوانت ملکه فرانسه شد.

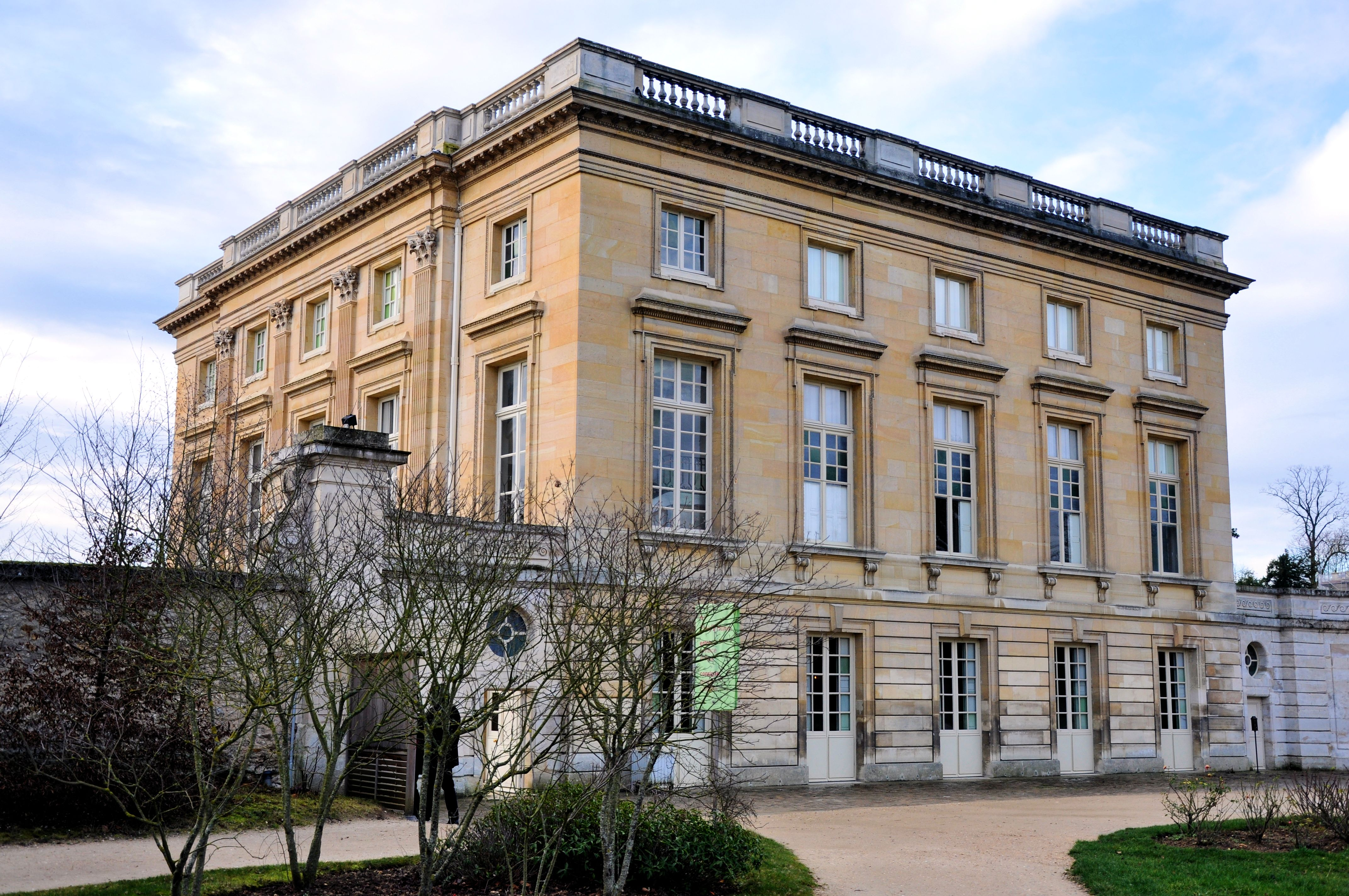
لوئی شانزدهم، عمارت پتی تریانو در کاخ ورسای را به عنوان اقامت‌گاه اختصاصی، به ماری آنتوانت، هدیه کرد.

## دوفنه فرانسه
پس از جنگ هفت ساله و انقلاب دیپلماتیک سال ۱۷۵۶، ماریا ترزا تصمیم گرفت به خصومت با دشمن دیرینه خود، لوئی پانزدهم پادشاه فرانسه، پایان دهد. تمایل مشترک آنها برای نابودی جاه‌طلبی‌های پروس و بریتانیا کبیر و تضمین صلح قطعی بین کشورهایشان، آنها را بر آن داشت تا اتحاد خود را با یک ازدواج محکم کنند: در ۷ فوریه ۱۷۷۰، لوئی پانزدهم رسماً خواستگاری ماریا آنتونیا را برای بزرگ‌ترین نوه و وارث بازمانده خود، لوئی آگوست، دوک بری و دوفن فرانسه، مطرح کرد.
ماریا آنتونیا رسماً از حقوق خود نسبت به قلمروهای خاندان هابسبورگ دست کشید و در ۱۹ آوریل ۱۷۷۰ به نیابت با لوئی آگوست در کلیسای آگوستینیان، وین، ازدواج کرد و برادرش آرشیدوک فردیناند کارل به جای دوفن حضور داشت. در ۱۴ مه ۱۷۷۰ او همسرش را در حاشیه جنگل کمپین ملاقات کرد. پس از ورود به فرانسه، او نسخه فرانسوی نام خود را برگزید: ماری آنتوانت. مراسم عروسی در ۱۶ مه ۱۷۷۰ در کاخ ورسای برگزار شد و پس از جشن‌ها، روز با مراسم سنتی حجله به پایان رسید. عدم موفقیت طولانی مدت این زوج در به سرانجام رساندن ازدواج، برای هفت سال بعد به شهرت این زوج سلطنتی آسیب رساند.
واکنش اولیه به این ازدواج متفاوت بود. از یک سو، دوفنه زیبا، خوش‌برخورد و مورد علاقه مردم عادی بود. اولین حضور رسمی او در پاریس در ۸ ژوئن ۱۷۷۳ با موفقیت چشمگیری روبرو شد. از سوی دیگر، کسانی که مخالف اتحاد با اتریش بودند، رابطه دشواری با ماری آنتوانت داشتند، همان‌طور که دیگرانی که به دلایل شخصی یا جزئی از او متنفر بودند.
مادام دوباری دشمن دردسرسازی برای دوفن جدید ثابت شد. او معشوقه لوئی پانزدهم بود و نفوذ سیاسی قابل توجهی بر او داشت. در سال ۱۷۷۰، او در برکناری شوایزل، که به سازماندهی اتحاد فرانسه و اتریش و ازدواج ماری آنتوانت کمک کرده بود، و تبعید خواهرش، دوشس گرامون، یکی از ندیمه‌های ماری آنتوانت، نقش مهمی ایفا کرد. عمه‌های شوهر ماری آنتوانت او را متقاعد کردند که از به رسمیت شناختن دوباری خودداری کند، که برخی آن را یک اشتباه سیاسی دانستند که منافع اتریش در دربار فرانسه را به خطر می‌انداخت. ماریا ترزا و سفیر اتریش در فرانسه، کنت دو مرسی-آرژانتو (که گزارش‌های مخفیانه‌ای دربارهٔ رفتار ماری آنتوانت برای امپراتریس می‌فرستاد) به ماری آنتوانت فشار آوردند تا با دوباری صحبت کند، که او با اکراه در روز سال نو ۱۷۷۲ با آن موافقت کرد. او صرفاً به او گفت: «امروز افراد زیادی در ورسای هستند»، اما همین برای دوباری کافی بود، که از این به رسمیت شناختن راضی بود و بحران برطرف شد.
دو روز پس از مرگ لوئی پانزدهم در سال ۱۷۷۴، لوئی شانزدهم دوباری را به صومعه پون-او-دام در مو تبعید کرد، که هم ماری آنتوانت و هم عمه‌هایش را خشنود کرد. دو سال و نیم بعد، در پایان اکتبر ۱۷۷۶، تبعید دوباری پایان یافت و به او اجازه داده شد به شاتوی محبوبش در لووِسیِن بازگردد، اما هرگز اجازه بازگشت به ورسای را نیافت.

## زندگی و ویژگی‌ها

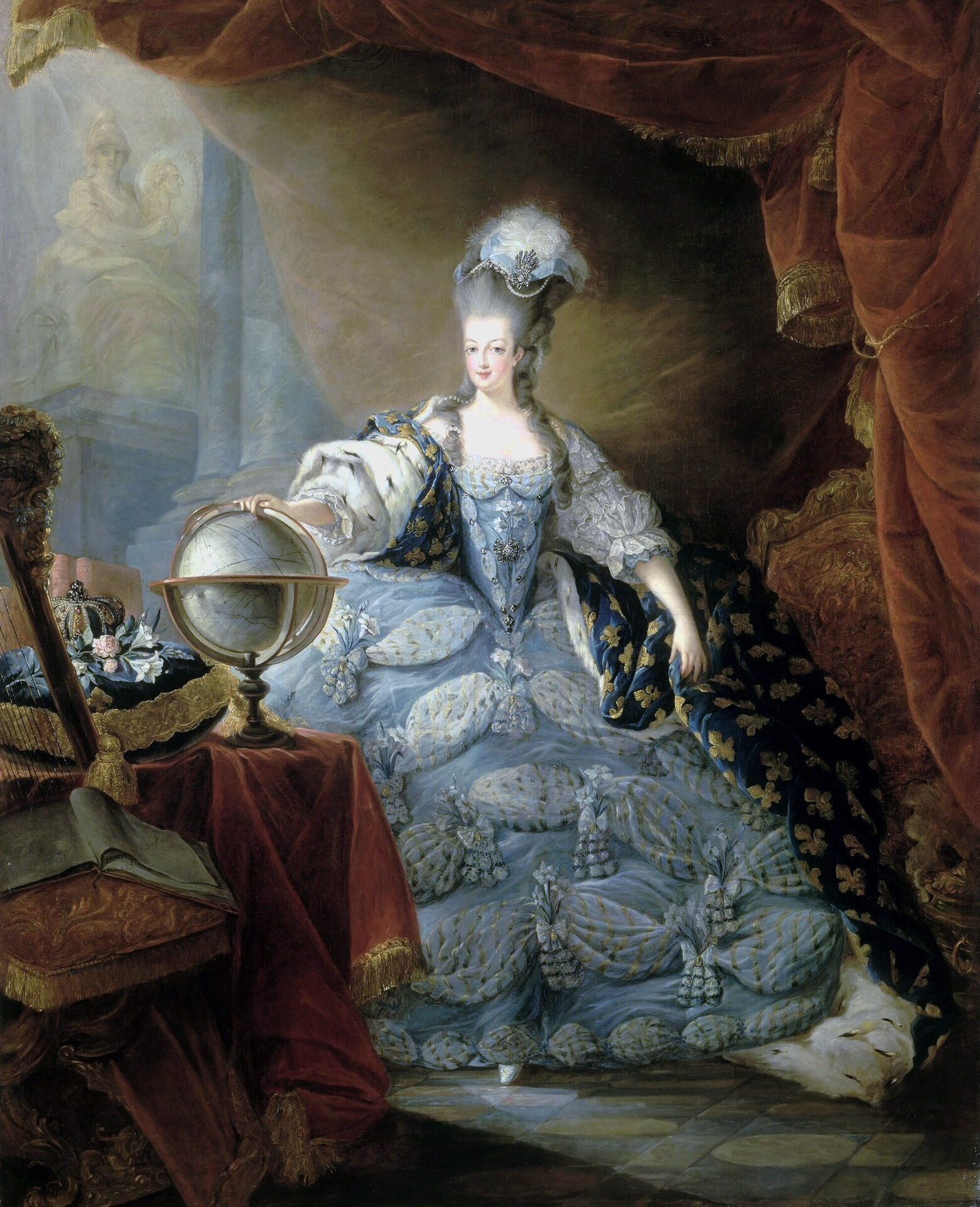
پرتره ماری آنتوانت

آنتوانت یک بانوی اشراف‌زاده، ولخرج و خوشگذران بود که از روند جامعه آگاهی چندانی نداشت. گفته شده که زمانی که صدای انقلاب فرانسه بلند شده بود وی از کسی پرسید «مردم چه می‌خواهند؟» آن شخص پاسخ داد: «نان ندارند» و ملکه گفته بود: «خب کیک بخورند!» اما هیچ مدرکی وجود ندارد که نشان دهد ماری آنتوانت این سخنان را بر زبان رانده باشد. وی به زبان فرانسه و آلمانی تسلط داشت. در کتاب غرش طوفان اشاره شده است که یکی از افسران در مورد او گفته است هرگز زنی را ندیده بودم که با این فصاحت فرانسوی تکلم کند و با این روانی آلمانی صحبت کند. ملکه فرانسه به زبان انگلیسی نیز آشنایی داشت.
در کل مردم فرانسه از او بیزار بودند و این بیزاری را در روزنامه‌های بومی آن زمان به نمایش می‌گذاشتند.

## انقلاب و مرگ
در کوران انقلاب ماری آنتوانت از برادرش لئوپولد دوم، امپراتور مقدس روم پادشاه اتریش درخواست یاری کرد. با اعلام جنگ اتریش به فرانسه در حال انقلاب، مردم خشمگین در ۱۰ اوت ۱۷۹۲ به پادشاهی لوئی شانزدهم بر فرانسه پایان دادند. خانواده پادشاهی به زندان افتادند و کوشش شاه و ملکه برای گریز نافرجام ماند و سرانجام در ۱۶ اکتبر ۱۷۹۳ میلادی، چند ماه پس از شوهرش در میدان کنکورد در پاریس، گردن زده شد.
با بازگشت بوربون‌ها به سلطنت فرانسه و به قدرت‌رسیدن لوئی هجدهم، جسد ماری آنتونت و همسرش لوئی شانزدهم به کلیسای سلطنتی سن‌دنُی منتقل و پس از طی مراسم تشریفاتی، در آن‌جا دفن شد.

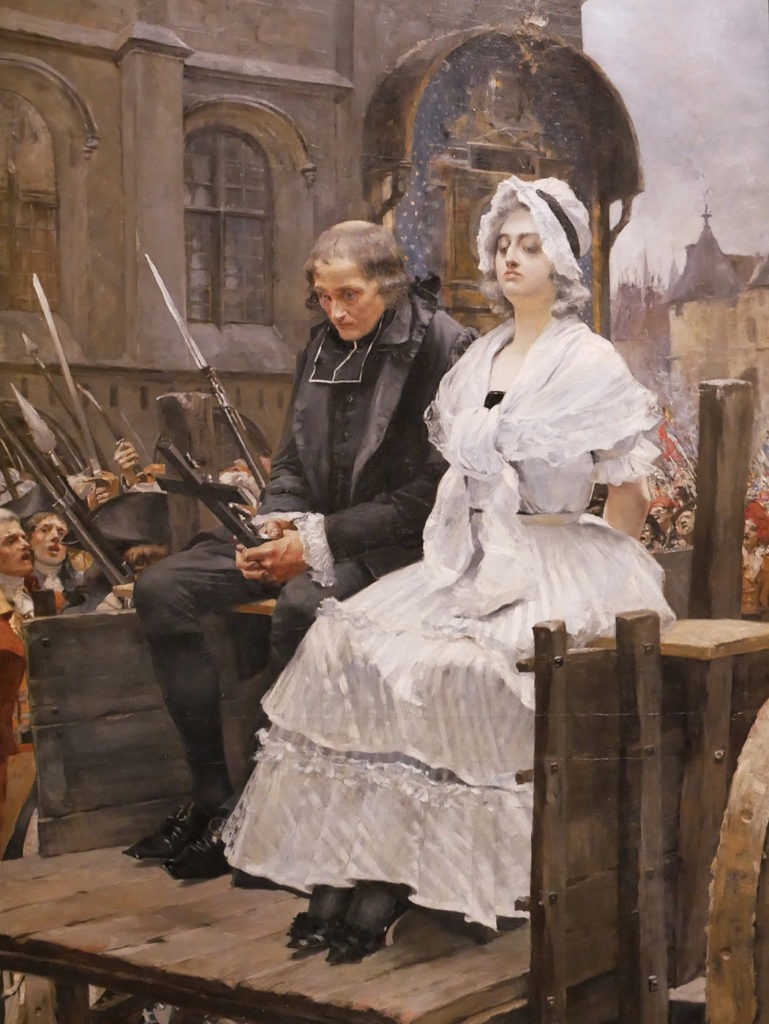
دقایقی قبل از اعدام ماری آنتوانت (اثر فرانسوا فلامنگ، ۱۸۸۵)
ملکهٔ فرانسه، ماری آنتوانت و شاهزادگان، نام اثر پُرتره‌ای از لوئیز الیزابت ویژه لوبرن، نقاش برجستهٔ فرانسوی سده ۱۸ میلادی است.
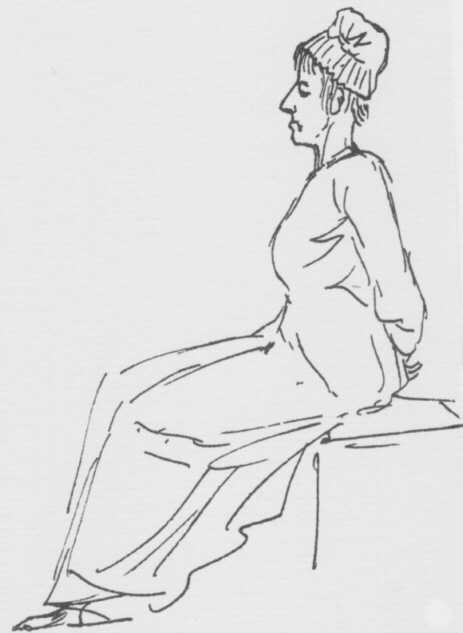
ماری آنتوانت، دقایقی قبل از اعدام با گیوتین. اثر ژاک لوئی داوید.